# Juin 1940
Les événements concernant la Seconde Guerre mondiale sont détaillés dans l'article Juin 1940 (guerre mondiale).

## Juin 1940 en France
En Europe occidentale, juin 1940 est l'aboutissement de la « drôle de guerre » et voit la défaite de l'armée française face à l'armée allemande. Les soldats français se sont livrés à une bataille terrestre, dans les airs et sur les mers. Parmi eux, des victimes en grand nombre sont à déplorer.

### Évolution de l'armée: 1918-1939
Avant la Seconde Guerre mondiale, l'armée française est considérée comme une des plus puissantes du monde. Néanmoins, malgré les décisions de réarmement prises à partir du gouvernement du Front populaire au pouvoir jusqu'en 1938, et amplifiées par le gouvernement Daladier ensuite, elle ne put contenir la puissance retrouvée de l'Allemagne nazie.
Lorsque celle-ci attaqua en 1940, la défense française s'écroula avec près de 100 000 morts, victime à la fois du « concept » allemand de Blitzkrieg en français : « guerre éclair » et surtout de la pensée stratégique défensive inspirée par Philippe Pétain à l'État-Major dans les années 1930, au lieu de regrouper les chars en grandes formations mobiles. Enfin la propagande du régime de Vichy fera grand cas plus tard de quelques tentatives de sabotage, réelles mais limitées, dans les usines d'armement, inspirées par le Parti communiste français, celui-ci obéissant à la politique de Moscou, depuis le Pacte germano-soviétique qui avait été signé quinze jours seulement avant le début du conflit en septembre 1939 et qui faisait de l'Allemagne et de l'URSS des alliés dans l'attaque puis l'occupation partagée de la Pologne.

### Armée de l'air (commandement et personnel)
Le commandement de l'aviation de chasse de l'Armée de l'air française était assuré par le général Bernard d'Harcourt (1885-1980).
Le personnel de la chasse comptait :
- 25 % d'officiers venus de diverses écoles (Saint-Cyr, Polytechnique, École centrale Paris, École supérieure d'aéronautique et École de l'air) ;
- des sous-officiers dont l'âge s'échelonnait entre 21 et 30 ans (ces derniers appelés « moustachus » et « as de la voltige »). Tous sportifs, enthousiastes, au moral élevé.

Pour le bombardement ou la reconnaissance, le tableau était plus mitigé bien que le personnel soit hautement qualifié.

### Terrains de combats
Le 28 août 1939, 450 avions de chasse gagnèrent leurs nouveaux terrains dispersés géographiquement. La plupart n'étaient que de simples prairies plus ou moins vastes, plus ou moins bien aménagées, loin des agglomérations.
Les pilotes eurent droit au logement chez l'habitant, les mécaniciens et les soldats eurent droit à des granges et à de la paille. Tout commençait dans l'improvisation.

### Effectifs en présence
Le jour de la déclaration de guerre, le tableau comparatif est éloquent.

#### Armée de l'air

##### France
France
Pour la France métropolitaine, les effectifs en première ligne sont de 1 394 appareils :
- 570 chasseurs monomoteurs (dont 542 modernes), 393 sont disponibles le 10 mai. 120 autres au cours de la campagne ; 40 bimoteurs (dont 28 disponibles le 10 mai) ;
- 400 bombardiers (210 modernes et 190 anciens) dont 235 disponibles (121 modernes et 114 anciens) parmi lesquels 184 sont « bons de guerre » donc immédiatement utilisables au combat[3] ;
- 489 avions de renseignement (dont 281 modernes) ;
- 8 avions de transport (dont 2 modernes).

On compte aussi un petit effectif dans l'Aéronavale :
- 24 avions (deux escadrilles : Potez 631) ;
- 24 avions (deux escadrilles : Loire-Nieuport) ;
- trois escadrilles de bombardement Chance-Vought.

L'aéronavale a combattu sur terre, surveillant les côtes, bombardant des objectifs terrestres.
Tous ont combattu et contribué à infliger des pertes à l'ennemi.

##### Angleterre
Royaume-Uni
Sur un effectif global de 1 873 appareils, 560 sont engagés (416 sont stationnés en France et 144 depuis les bases anglaises) :
- 96 avions de chasse (dont 64 modernes) ;
- 336 avions de bombardement (relativement récents) ;
- 32 avions de reconnaissance stratégique (modernes) ;
- 80 avions d'observation.

##### Belgique
177 appareils sont en première ligne dont :
- 78 chasseurs monomoteurs ;
- 59 avions de reconnaissance ;
- 40 avions de reconnaissance-bombardement.

##### Pays-Bas
124 appareils en première ligne dont :
- 63 chasseurs ;
- 8 bombardiers ;
- 53 avions de reconnaissance.

##### Allemagne
Reich allemand
Au-delà du mythe de la propagande allemande des 1 500 chasseurs et 3 500 bombardiers, la Luftwaffe disposait effectivement de 5 142 appareils dans toutes ses unités de première ligne mais seules les Luftflotten 2 et 3 furent engagées soit 3 959 appareils :
- 1 120 bombardiers ;
- 342 Junkers Ju 87 Stuka ;
- 42 avions d’assaut Henschel HS 123 ;
- 1 016 chasseurs monomoteurs et 248 bimoteurs ;
- 591 avions de reconnaissance ;
- 401 avions de transport.

### La drôle de guerre
Le lundi 21 août 1939, à l'aube, l'aviation de chasse est placée en état d'alerte générale.
En cinq semaines, l'avancée allemande en France entraîne la désintégration de l'armée et une gigantesque panique dans la population. Dix millions de personnes s'enfuient sur les routes avec de maigres bagages, au cours d'un épisode qu'on appellera l'« Exode ». Le gouvernement, dirigé par Philippe Pétain depuis la démission de Paul Reynaud, fait demander l'armistice, signé le 22 juin 1940. On peut alors penser que son prestige acquis lors de la défense de Verdun en 1916 permettrait des négociations plus aisées avec Hitler. Il n'en est rien et les conditions en sont très dures : occupation de plus de la moitié du pays et énormes frais prélevés pour entretenir l'armée allemande.
Cependant, les appréciations stratégiques divergent sur la création d'une zone libre au sud face à une zone nord occupée : les généraux allemands veulent une occupation complète de la France de Dunkerque à Toulon. Hitler, marqué par la Première Guerre mondiale (il y fut caporal), n'arrive pas à croire à la rapidité de sa propre conquête par des blindés qui ont outrepassé les ordres et dépassé les objectifs initiaux. Ainsi, il veut conserver un gouvernement français pour tenir les colonies françaises (Algérie, Maroc, Tunisie) qui ont une valeur stratégique fondamentale, comme cela sera confirmé par la suite. Après la guerre, Churchill, dans ses mémoires de guerre, donnera raison aux généraux allemands en déclarant que la création de la zone libre (préservant Toulon et la flotte française) avait permis de sauver Gibraltar, 1re base britannique en Méditerranée. La zone libre ne va vivre que 28 mois, jusqu'en novembre 1942 (débarquement allié en Afrique du Nord), mais permit à la résistance française de se construire des bases au travers de toute la zone.

### Les opérations

#### Offensive 10 mai au 24 juin 1940
Chronologie au jour le jour.

##### Du 10 au 31 mai
- 10 mai :
  - La Wehrmacht attaque à l'aube (5 h 30) et pénètre en Hollande, en Belgique et au Luxembourg. 400 Heinkel 111, Dornier 17 et Junker 88 attaquent 47 terrains du Nord de la France et détruisent ou endommagent une soixantaine d'avions de l'armée de l'air française[6] et détruisent une centaine d'avions belges. Ce sont 2 650 avions de bombardement escortés par plus de 1 300 chasseurs qui se répandent sur l'étendue de la zone d'opérations franco-anglo-belges, attaquant méthodiquement leurs objectifs, les axes et carrefours de communications, les centres de commandement et les aérodromes militaires. « Un nombre important de Heinkel-111 et de Dornier-17 sont descendus dans les lignes françaises, d'autres dans les lignes allemandes, alors qu'ils regagnaient leurs bases[7] ». Des bombardiers belges Fairey Battle subissent de lourdes pertes en tentant de bombarder les pointes allemandes sur le canal Albert. Des Blenheim britanniques suivis de Leo 46 français suivent, mais les mouvements allemands sont seulement retardés[8].
  - Les Français et les Britanniques réagissent et les avant-gardes de la 7e armée française et du B.E.F. pénètrent en Belgique, dans le piège mis au point par les Allemands pour faciliter leur percée dans les Ardennes[9], malgré les obstacles et les sabotages qui parsèment les routes et la résistance de chasseurs ardennais de l'armée belge qui freinent l'offensive ennemie à Bodange, Martelange et Witry. Dans de dernier village, cent avions légers allemands Fieseler Storch déposent des troupes sur les arrières des chasseurs ardennais le 11 mai, mais ces aéroportés sont refoulés par des chars légers belges puis se heurtent à des forces de la 5e division légère de cavalerie française montant vers Neufchâteau où elles arrêtent la 1re Panzerdivision pendant une demi-journée avant que la ville soit prise à 15 heures[10].
  - Des Amiot 143 et des Farman 222 bombardent de nuit quelques terrains allemands.
- 11 mai :
  - La ligne fortifiée du canal Albert est enfoncée en son point le plus sensible par la chute du fort d'Eben-Emael durement éprouvé la veille par la destruction de ses tourelles principales exécutées par des aéroportés allemands utilisant un explosif inconnu des alliés, les charges creuses.
  - Des Leo 45 sont envoyés au nord du canal Albert sur le pont de Maastricht qui n'a pas été défendu par les Hollandais. Les avions français sont engagés par des Messerschmitt 109 et 110 : 5 seront abattus. La Flak endommage gravement un Leo et 4 Morane. Ce qui reste de l'aviation belge va se consacrer à des reconnaissances et à du réglage d'artillerie.
  - De Gaulle est nommé commandant par intérim de la 4e division cuirassée[11].
- 12 mai :
  - 18 Breguet 693 du groupe 18 attaquent les colonnes dans la région de Sedan. Malgré la protection de 18 MS406, 8 avions d'assaut Breguet ne rentrent pas.
  - Les Leo 451 du GC no 6/G6) interviennent escortés par 12 Morane du III/2. L'action se poursuit en nocturne avec 12 Amiot 143 [G9).
  - Entre le 11 et le 12 mai, la chasse comptera 665 sorties, 106 victoires, 8 pilotes tués, 16 blessés dont un prisonnier, 9 parachutés indemnes.
- 13 mai :
  - Percée allemande de Sedan. 18 Dewoitine 520 du I/3 abattent sans pertes 3 Henschel 126 et 1 Heinkel 111 dans le secteur de la Semois.
  - 9 Leo 451 (G6) protégés par 27 Bloch 152 (I/1, I/8) attaquent des ponts de bateaux et des colonnes de blindés dans le ravin de Givonne. La moitié sera hachée par la Flak allemande.
  - Action nocturne de 24 Amiot 143 (G9 et G10) sur les arrières.
- 14 mai : ce qui reste des bombardiers (29) est jeté dans la bataille de Bazeilles, d'une façon suicidaire, de jour. Sur 13 Amiot 143, 4 sont abattus.
- 15 mai :
  - Wilhelmine, la reine des Pays-Bas, qui a quitté La Haye est emmenée en Angleterre sur un bateau britannique, l'île de Walcheren, dans le delta Escaut-Rhin, où elle espérait se réfugier, étant en passe d'être occupée par l'armée allemande qui se rabat sur la gauche de l'armée belge en pleine retraite. Celle-ci a dû quitter le canal Albert pour éviter d'être disloquée par les pointes offensives des chars allemands et pour rester en communication avec les troupes britanniques. Les Belgo-Britanniques vont prendre position dans la région de Louvain (qui a été durement bombardée), tout en s'appuyant sur la ligne KW où les Français viennent se positionner après la percée de Sedan et le franchissement de la Meuse.
  - La chasse française s'est illustrée dans les 3 derniers jours : 854 sorties, 143 victoires, 24 pilotes tués, 23 brièvement blessés (dont 2 prisonniers) et 21 parachutés indemnes.
  - Occupation de Bruxelles où les ponts principaux ont sauté.
- 16 mai :
  - Guderian progresse vers la Somme. De Gaulle contre-attaque avec la 4e division cuirassée et ne peut stopper l'offensive ennemie sur l'Oise. Il « jette cependant une perturbation dans le flanc gauche de l'ennemi reconquiert provisoirement quelques kilomètres de terrain et ramène une centaine de prisonniers », appliquant la théorie des masses cuirassées qu'il avait développée dès les années trente et que les Allemands utilisent depuis le 10 mai[11].
  - Maubeuge : 30 Morane 406 du II/6 surpris au sol par 18 Dornier 17. Bilan : 28 avions détruits. Repli du groupe sur Châteauroux pour se reconvertir sur Bloch 152.
- 17 mai :
  - L'Oise est franchie.
  - 18 Potez 631 de l'escadrille de défense de Paris attaquent les routes avec les armes de bord. Deux sont abattus, 4 ne rentrent pas au terrain, 4 Leo 451 sur 12 sont sacrifiés sur le même objectif.
  - Bilan de la chasse (16 et 17 mai) : 40 victoires, 18 pilotes tués, 11 blessés, 5 parachutés indemnes.
- 18 mai :
  - Amère victoire du sergent-chef François Morel du I/5, sur Curtiss (10 victoires) abattu sur Fismes après avoir descendu 3 adversaires.
  - 12 Leo 451 et 8 Breguet 693 attaquent les colonnes allemandes sur Avesnes. 4 Breguet sont descendus.
- 19 mai : les Leo 451 des GB I/12, II/12 et I/31, imprudemment regroupés à Persan-Beaumont sont attaqués par 12 Heinkel 111 : 4 seront épargnés.
- 20 mai :
  - Deux escadrilles de l'Aéronavale décollent (de Berck et d'Alprech) pour faire sauter le pont d'Origny-Sainte-Benoîte sur le canal de la Sambre à l'Oise. Les 14 avions (11 Chance-Vought 156 et 3 Loire-Nieuport LN401/411) attaqueront séparément. Les Messerchmidt-109 étrillent les Chance-Vought (5 sont abattus)[12]. Les Loire-Nieuport, qui arrivent en retard, font sauter le pont malgré la Flak allemande. Les appareils rentrent criblés d'éclats (2 appareils sur 3)[13].
- 22 mai :
  - À 17h, 18 Dewoitine du GC II/3 abattent 11 Stuka à Bapaume (région de Cambrai).
  - Bilan de la chasse du 17 au 22 mai : 1 360 sorties, 128 avions abattus, 17 tués, 20 blessés, 24 parachutés indemnes dont 7 prisonniers.
  - L'AB I de l'Aéronavale attaque avec vigueur les chars de la 2e Panzerdivision, au sud de Boulogne.
- 23 mai :
  - Les armées du nord sont coupées, par la ruée des panzers, du reste du dispositif établi le long de la Seine.
  - 18 Latécoère de la 5e flottille de torpillage infligent des pertes sérieuses dans la vallée de la Somme aux colonnes blindées, malgré la Flak. 4 appareils dont ceux des deux chefs d’escadrille sont descendus.
- 24 mai :
  - 11 Curtiss du GC II/5 emmenés par le lieutenant Houzé abattent 5 Messerschmitt 109 sans pertes pour eux.
  - De Gaulle prend la direction d'Abbeville pour attaquer la tête de pont au sud de la cité : « La tête de pont ennemie sera réduite des trois quarts au terme de combats qui se poursuivront jusqu'au 30 mai. Ces succès sont coûteux en hommes et en machines, s'ils contribuent à sauver l'honneur, sont incapables de modifier le cours des événements[14]. »
- 24 mai :
  - Retraite des troupes britanniques de Belgique découvrant la droite de l'armée belge qui va se battre seule sur la Lys[15].
- 26 mai :
  - Opération Dynamo. Le corps expéditionnaire britannique commence à rembarquer.
  - L'armée de l'air est repliée trop au sud et seuls les Bloch du II/8, les Potez du GRII/14 et 2 Glenn-Martin 167 du GB I/63 peuvent opérer depuis l'Angleterre.
- 28 mai :
  - Reddition de l'armée belge de campagne, acte signé par le chef d'état-major adjoint des troupes sur le terrain. Ce n'est donc pas un armistice politique et une partie des troupes de rappelés belges en France ainsi que les aviateurs repliés et les troupes du Congo resteront prêts à continuer la guerre sous l'autorité du gouvernement belge nanti de tous ses pouvoirs qui quitte le pays pour gagner la France. Cependant, le roi des Belges Léopold III, faisant passer sa qualité de chef de l'armée — qu'il exerce effectivement sur le terrain — avant sa fonction royale, décide de se livrer à l'ennemi avec ses soldats, invoquant qu'il ne peut paraître abandonner ceux-ci en quittant le territoire national. Il n'exerce, dès lors, plus aucun pouvoir politique afin de ne pas se compromettre avec les nazis et devient un général prisonnier solidaire de ses hommes[16].
  - Action de la chasse du 24 au 27 mai : 1 331 sorties, 66 victoires, 22 tués, 15 blessés dont 4 prisonniers, 4 parachutés indemnes.
- 31 mai :
  - Lille tombe.
  - 57 bombardiers (G1, 2, 6 et 8) assaillent les colonnes autour d'Amines, Abbeville et Saint-Quentin. 13 avions perdus.

##### Du1erau 24 juin
- 1er et 2 juin :
  - Un bombardement allemand sur Marseille tue 32 civils et en blesse une soixantaine d'autres. Lyon est également attaqué.
- 3 juin :
  - Fin de l'opération Dynamo : 224 686 Britanniques et 121 445 soldats français et belges ont été évacués vers le Royaume-Uni. La RAF assure un minimum de couverture aérienne pour cette opération, mais abat tout de même 140 appareils de la Luftwaffe. Les Britanniques ne perdent, dans le même temps, que 80 avions.
  - Opération Paula de la Luftwaffe qui bombarde les environs de Paris, les aérodromes en particulier. 254 morts et 652 blessés à Paris ; les usines de Billancourt sont touchées. Les pertes allemandes et françaises s'équilibrent (30 avions perdus de part et d'autre) : ce n'est pas un franc succès pour la Luftwaffe.
- 4 juin : Dunkerque tombe et commence la plus longue occupation par l'armée allemande de la Seconde Guerre mondiale en France -  1799 jours
- 5 juin :
  - Remaniement ministériel : le général de Gaulle est sous-secrétaire d'État à la Défense nationale et à la Guerre. Il multiplie dès lors les navettes entre Londres et Paris pour tenter de décider les Britanniques à maintenir leur effort en France.
  - Attaque des Allemands sur la Somme. À cette occasion, la chasse française abat 40 appareils allemands pour 15 avions perdus (Werner Mölders pilotant un Messerschmitt Bf 109, est abattu par le sous-lieutenant Pomier Layrargues aux commandes d'un Dewoitine D.520 ; il est capturé au sol. Son vainqueur abattra un des trois autres BF 109 qui l'attaquent et, à court de munitions, au ras des toits de Beauvais, s'écrasera sur une maison de la banlieue à Marissel[17]
- 6 juin :
  - Effondrement de la ligne de défense française (« ligne Weygand ») s'appuyant sur la Somme et sur l'Aisne. La défaite française est maintenant inéluctable.
- 7 juin :
  - Les Britanniques consentent à remplacer les pertes des trois escadrilles de chasse restées en France.
  - Un des quatre avions Farman quadrimoteurs, le Farman F.223 « Jules Verne » long courrier réquisitionnés et armés de l'Aéronavale française, décolle à 15 h 30 de Bordeaux-Mérignac (Gironde). Il part bombarder Berlin, piloté par le capitaine de corvette Daillière. Il y arrivera en remontant vers le Pas-de-Calais puis via le Danemark. Il parviendra à son but à minuit. Il larguera 8 bombes de 200 kg et 30 bombes incendiaires. Il regagnera sa base sans être inquiété le 8 juin au matin[18].
  - Bilan de la chasse (6 et 7 juin) : 560 sorties, 65 avions abattus, 16 pilotes perdus, 10 blessés graves.
- 8 juin :
  - Le front français est totalement disloqué. Début du débat en France : pour ou contre la poursuite de la guerre ? L’exode des civils français du nord vers le sud s'intensifie. Paris se vide en cinq jours.
  - Appel désespéré du général Vuillemin pour obtenir un appui aérien des Britanniques. Transfert d'une escadrille britannique au Mans, puis arrivée en France, dans l'après-midi, de deux escadrilles supplémentaires. Les autorités britanniques rappellent à leurs alliés français que, en plus, 12 escadrilles de chasse et 8 de bombardiers opèrent au-dessus de la France et sur la Manche depuis le Royaume-Uni.
- 9 juin :
  - La ville de Rouen est occupée.
  - 18 Curtiss H75 du 2/4 décollent d'Orconte. Le sous-lieuteunant Plubeau engage un Heinkel isolé (18e victoire). Il est descendu et regagne les lignes françaises, blessé. Il est l'objet de tirs français et allemands depuis le sol, pendant sa descente en parachute. Il évitera la capture.
- 10 juin :
  - Le président de la République, Albert Lebrun, et le Gouvernement français quittent Paris en direction de Tours, le château de Cangé puis Bordeaux.
  - L'Italie déclare la guerre à la France et au Royaume-Uni.
  - Capitulation de la Norvège.
  - Les Polonais de la deuxième division de chasseurs sont mis à la disposition de l'armée française.
- 11 juin :
  - Attaqué par l'aviation allemande, le Niobé coule non loin du Havre, faisant au moins 800 victimes.
- 13 juin :
  - Paris, vidée de ses habitants, est déclarée ville ouverte. Tout combat y est interdit. Cet interdit ne concerne que Paris intra-muros, et le harcèlement des troupes allemandes se poursuit en banlieue, malgré les protestations des autorités allemandes.
  - Dans une atmosphère faite de bruits et de désinformations, la rumeur court à Bordeaux, où s'installe le Gouvernement, que Paris est aux mains des communistes. Georges Mandel, ministre de l'Intérieur, appelle le préfet de police de Paris, Langeron, resté en poste dans la capitale, qui dément la rumeur.
- 14 juin :
  - Opération Vado de la marine française contre les ports de Gênes et de Savone en Italie.
  - Les Allemands entrent dans Paris ; la ligne de progression allemande va de Provins à Rambouillet en passant par Corbeil, nettement au sud de Paris.
  - À 7 h 30 du matin, signature d'un cessez-le-feu autour de Paris, sous menace de bombardement de la capitale.
  - Retrait de tous les drapeaux français au fronton des édifices, immédiatement remplacés par des drapeaux à croix gammée. Même les drapeaux historiques des Invalides sont saisis.
  - Après une protestation des conseillers municipaux de Paris, le drapeau géant à croix gammée qui flottait depuis le matin sous l'Arc de Triomphe est retiré dans la soirée.
  - Aucune parution de journaux à Paris. Pour informer les quelques Parisiens encore présents en ville, des voitures diffusent des messages par haut-parleur. Le message commence ainsi : « Les troupes allemandes occupent Paris ».
  - Toute circulation est désormais interdite dans Paris entre 21 heures et 5 heures du matin.
  - Paris se met à l'heure de Berlin.
  - Premier défilé de troupes allemandes sur l'avenue Foch. C'est un rituel qui sera désormais quotidien afin de bien rappeler aux Parisiens qu'ils sont occupés.
  - Un monument à la mémoire d'Edith Cavell est détruit dans le jardin des Tuileries.
  - Suicide du neurochirurgien parisien Thierry de Martel qui préfère la mort à l'occupation. Le cas n'est pas isolé à Paris.
  - Le gouvernement français s'installe à Bordeaux.
  - Le gouvernement polonais en exil quitte Angers.
- 15 juin :
  - Le sous-lieutenant français Pierre Le Gloan abat cinq appareils italiens au cours d'une mission.
  - De Gaulle, sur ordre, embarque sur le contre-torpilleur Milan pour l'Angleterre où il arrive dans la matinée du 16 juin[19].
  - À cette date, 83 000 soldats des forces armées polonaises sont présents sous les armes en France.
  - Entrée de l'Armée rouge en Lituanie et début de l'annexion du pays à l’Union soviétique.
- 16 juin :
  - Sur ordre de Paul Reynaud, Charles de Gaulle retourne à Londres pour demander encore une fois le soutien de la RAF à l'armée française en déroute. Il se voit proposer un traité de fusion des États français et britannique pour ne pas laisser tomber la France. Churchill s'est en effet laisser convaincre par Jean Monnet. De Gaulle rentre le soir même à Bordeaux (21 h 30) pour faire signer le traité par le président du Conseil mais Paul Reynaud a démissionné quelques minutes avant…
  - En France, le président Albert Lebrun désigne Philippe Pétain comme Président du Conseil après la démission de Paul Reynaud.
  - Évacuation vers l'Afrique du Nord de tous les avions français ayant le rayon d'action nécessaire à ce voyage. 800 appareils militaires rejoignent l'Afrique du Nord. C'est la fin de la bataille de France pour les aviateurs. 1 250 avions allemands ont été abattus et 425 mis hors d'état de voler. En face, la RAF enregistre la perte de 944 avions dont 67 Spitfire ; la France perd 410 avions en combat aérien et 432 par mitraillage au sol.
  - La ville de Dole est bombardée.
- 17 juin :
  - Vers 10 h, 3 avions allemands bombardent la gare de triage de Rennes, atteignent un train de munitions et des trains de troupes et de réfugiés. Bilan : 3 000 à 4 000 victimes.
  - (12 h 30, heure de Paris) Le maréchal Philippe Pétain lance un appel à « cesser le combat ». Cet appel est largement relayé par les Allemands. « C'est le cœur serré que je vous dis aujourd'hui qu'il faut cesser le combat ».
  - Le militant d'Action catholique Edmond Michelet distribue des tracts dans les boîtes aux lettres de Brive-la-Gaillarde dénonçant la capitulation et appelant ainsi à la Résistance à travers une œuvre de Charles Péguy, L'Argent, suite.
  - Le journaliste américain William Shirer, présent à Paris du 17 au 26 juin, livre une description de la ville à son arrivée : « les rues sont désertes ».
  - Poussé par le général britannique Edward Spears, de Gaulle part pour Londres. Il quitte Bordeaux-Mérignac dans l'avion du général Spears, en simulant un enlèvement[20]. Il est reçu à Londres par Winston Churchill.
  - Le président polonais Władysław Raczkiewicz et le commandant en chef Władysław Sikorski prennent la décision de transférer au Royaume-Uni ce qui peut être sauvé de l’armée polonaise en France.
  - Le RMS Lancastria est coulé à Saint-Nazaire par l'aviation allemande, faisant de 4 500 à 6 000 morts.
- 18 juin :
  - En réplique à l'appel de Pétain qui appelle à la fin des combats, le général de Gaulle lance à la BBC, depuis Londres, son « appel du 18 Juin ». Il demande à l'Empire français de poursuivre le combat aux côtés du Royaume-Uni et appelle tous les Français à le rejoindre pour continuer la lutte. C'est l'acte fondateur de la France libre.
  - L'Estonie, la Lettonie et la Lituanie sont occupées par l'URSS.
- 19 juin :
  - Alors que la France se prépare à capituler, le général Władysław Sikorski, commandant en chef des forces polonaises en France, donne l'ordre aux Polonais de ne pas se rendre et de fuir vers la Suisse, le Royaume-Uni ou l’Afrique.
- 20 juin :
  - Début de la bataille de Menton, offensive italienne à la frontière française facilement repoussée par une armée française pourtant en infériorité numérique.
  - Entrée en vigueur de l'ordonnance allemande régissant les devoirs des Français occupés.
  - Bombardement allemand sur Bordeaux.
- 21 juin :
  - Les négociations franco-allemandes d'armistice commencent dans la clairière de Rethondes, en forêt de Compiègne.
  - Installation à Paris de la Wehrmachtverkehrsdirektion (WVD, direction des transports de l'armée allemande, la Wehrmacht), chargée de contrôler l'exploitation des chemins de fer.
- 22 juin :
  - L'armistice franco-allemand est signé dans le wagon de l'Armistice à Compiègne (armistice du 22 juin 1940), dans une clairière de la forêt, située près de la commune de Rethondes, à l'endroit même où avait été signé l'armistice de 1918 : moyennant la destruction d’une façade du bâtiment qui l'abritait, le wagon a été ressorti pour l'occasion.
  - Interdiction des vols aériens en direction de l'Angleterre par l'autorité militaire française.
- 23 juin :
  - Hitler visite Paris. Il arrive à 5 heures du matin à l'aéroport du Bourget ; trois heures et demie plus tard, il quitte une ville déserte, mais après avoir visité l'Opéra.

### L'armistice

#### Dernières opérations
- 24 juin :
  - Dernière patrouille du I/2 et du II/2 sur Grenoble. Un Heinkel 126 est abattu du côté de Valence (sous-lieutenant Marchelidon, groupe Cigogne I/2).
  - Signature de l'armistice franco-italien à la Villa Incisa près de Rome (armistice du 24 juin 1940).
  - L'armistice avec l'Allemagne entre en application à 19 heures, celui avec l'Italie à minuit.
  - Le gouvernement polonais en exil s'installe à Londres.
- 28 juin :
  - Le général de Gaulle est reconnu par les Britanniques comme le chef de la France libre. Toutefois, Churchill poursuit ses contacts avec le gouvernement de Vichy jusqu'en mai 1941.
  - Le Generalfeldmarschall Göring dîne au Maxim's à Paris.
- 29 juin :
  - Le gouvernement français rejoint la « zone libre » et s'installe provisoirement à Clermont-Ferrand, avant de rejoindre la ville de Vichy.
- 30 juin :
  - L'Allemagne envahit les îles Anglo-Normandes.
  - Le général Władysław Sikorski dissout le commandement de l’Union de la lutte armée ZWZ qui se trouvait en France et donne l’ordre de créer un commandement pour la ZWZ en Pologne ; le colonel Stefan Rowecki est nommé à la tête de la ZWZ.

#### Les ailes se referment
Selon les termes d'un extrait d'un ordre du jour du général Bernard d'Harcourt, « Avant que nos ailes ne se referment… »
Les clauses de l'Armistice concernant l'aviation qui se voulaient humiliantes (général Keitel à Rethondes le 22 juin 1940) ont été atténuées. Après consultation du maréchal Göring, il était spécifié « […] qu'il était renoncé à la livraison des avions militaires, si tous ceux qui étaient en possession des forces aériennes françaises étaient désarmés et mis en sécurité sous contrôle allemand ». Il était également déclaré que « […] l'Allemagne n'entendait donner aux conditions d'armistice aucun caractère humiliant à l'égard d'un adversaire aussi brave. » Les avions restaient entre les mains de ses équipages, en attendant des jours meilleurs !

### Les évasions
De repli en repli, les éléments de l'Armée de l'air ont atteint le Sud de la France. Les avions capables de traverser la Méditerranée sont acheminés vers l'Algérie. Le général Bernard d'Harcourt assurera « à la fin de la campagne de France, le repli en Afrique du Nord de la plus grande partie de l'aviation de combat ».
Au moment de la cessation des combats, il y aura évasion d'avions d'Oran et de Casablanca vers Gibraltar où quatre avions parviennent à se poser. D'autres partent ensuite du Sud de la France vers l'Angleterre. Ils reprennent le combat plus ou moins rapidement, après avoir été remis en service en Angleterre.

### La Luftwaffe
Les volontaires de la légion Condor, durant la guerre civile espagnole (1936-1939), ont acquis une expérience des combats aériens modernes. Le traité de Versailles a été contourné dès la république de Weimar. Entre autres, la collaboration germano-soviétique a permis l'instruction annuelle de 250 stagiaires pilotes. Les écoles de vol à voile ont permis à de futurs as de se former (Adophe Galland à Westerholt en Westphalie. Des accords avec l'Italie fasciste ont permis à d'autres pilotes de se former (à Grottaglie entre autres). Les jeunes pilotes formés reviennent en Allemagne s'amalgamer aux anciens pilotes de la guerre de 1914-1918.

#### Front de Pologne
En septembre 1939, au début de la campagne de Pologne, la Luftwaffe peut aligner 2 600 avions de combat performants et améliorés grâce à l’expérience acquise sur les fronts espagnols. La supériorité sur les Polonais est de l'ordre de « un contre six ». Au 3e jour, l'aviation polonaise est hors de combat.

#### Front de Hollande
- 10 mai :
  - Les aviations néerlandaise et belge sont liquidées en grande partie et le reste va succomber dans des combats inégaux.
  - La Luftwaffe aligne trois armées aériennes réunissant 3 500 appareils.
  - Au matin du 10 mai, un observateur survolant les Ardennes témoigne que « […] l'ensemble ne donne nulle impression d'un massif dense et touffu […] ».

#### La rupture
- 12 mai :
  - Bombardement de la région de Charleville.
  - Von Kleist va frapper Sedan. Les Stukas de Sperrle (Luftflotte no 3) vont provoquer la rupture.

#### Engagement de la RAF
Fin mai, pour tenter d'écraser le corps expéditionnaire britannique en France (CEBF) qui se rembarque à Dunkerque, les pilotes allemands, dont Adolf Galland, peuvent mesurer l'efficacité des chasseurs Spitfire qui surclassent les Messerschmitt. Le CEBF parviendra à quitter la France à Dunkerque dans des conditions dramatiques, mais ce ne fut pas une victoire pour l'Allemagne.
Alors, l'Angleterre va dresser sur la Tamise le dernier rempart contre le nazisme, celui d'une nation déterminée que rejoindront les évadés de France, de Belgique, des Pays-Bas et aussi ceux des Polonais du général Sikorski qui, en septembre 1939, avaient pu échapper à l'invasion et rallier la France en passant par la Hongrie et l'Italie. Cependant, des mouvements de résistance clandestins et des réseaux d'espionnage s'organisent sur le sol français, de même qu'en Belgique et aux Pays-Bas.

## Juin 1940 en Afrique
- Après la reddition de l'armée belge de Belgique (28 mai), les troupes du Congo belge, qui ne sont pas concernées, vont pouvoir continuer le combat aux côtés des Britanniques. Le gouvernement belge en exil nomme le ministre de Vleeshauwer administrateur colonial avec pleins pouvoirs, et le gouverneur général Pierre Ryckmans, gouverneur général du Congo belge, met la colonie à la disposition des Alliés.
- 10 juin : début de la campagne d'Afrique de l'Est par les Britanniques contre les Italiens à laquelle vont concourir les Belges et les Sud-Africains.
- 22 juin : Pierre Boisson, gouverneur général de l’AOF. Après la capitulation de la France, les administrateurs de l’Afrique prennent le parti de suivre le gouvernement Pétain. Démilitarisation de la frontière nigéro-libyenne.
- 25 juin[26] : Haïlé Sélassié Ier quitte Londres pour Alexandrie, puis Khartoum (juillet). Il envoie des émissaires en Éthiopie pour diffuser ses proclamations.

## Juin 1940 en Amérique
- Après la défaite de la France et des Pays-Bas, pour maintenir la neutralité adoptée par les ministres des Affaires étrangères des États américain dès septembre-octobre 1939, les colonies européennes du continent américain sont placées sous la tutelle des États américains pour éviter qu’elles ne tombent sous contrôle allemand.
- 21 juin, Canada : introduction de la conscription, uniquement pour la défense du territoire canadien.
- 26 juin, Canada : le Premier ministre Mackenzie King déclare : « Le gouvernement que je dirige ne présentera pas de mesure de conscription des Canadiens pour le service outre-mer ».

## Juin 1940 en Europe
- Royaume-Uni : les volontaires pour la défense locale comptent 1,5 million de participants. The Times mentionne « l’Esprit de Dunkerque », sentiment de fraternisation entre les classes sociales face à l’adversité.
- Le Comité central de la Résistance intérieure tchèque formé au début l'année entre en contact avec Londres, où Edvard Beneš reprend le titre de président et forme un gouvernement en exil avec Jan Masaryk et Sramek.
- Après la défaite française, Franco renonce à la neutralité pour placer l’Espagne dans la non-belligérance.
- La Roumanie aligne sa politique intérieure sur celle des puissances de l’Axe. affirmant défendre les gisements de pétrole roumains contre des attaques britanniques, l’armée allemande occupe la Roumanie, dont les oléoducs sont vitaux pour l’approvisionnement du Reich.
- 4 juin : fin de l'évacuation des forces alliées repliées à Dunkerque.
- 7 juin : fin de l’évacuation des troupes françaises qui avaient débarqué à Narvik.
- 9 juin : combat de Pont-de-l'Arche.
- 10 juin : l’Italie déclare la guerre à la France et au Royaume-Uni, malgré l’opposition de l’opinion, du roi et de Ciano.
- 14 juin :
  - opération Vado par la marine française contre les ports de Gênes et de Savone en Italie.
  - L'avion de transport civil finlandais Kaleva est abattu par l'armée de l'air soviétique.
- 16 juin :
  - Le général de Gaulle, en mission à Londres, dicte à Paul Reynaud, au téléphone, le texte de la proposition de Jean Monnet de fusion de la France et du Royaume-Uni, l'Union franco-britannique.
  - Le soir, Paul Reynaud est démis de ses fonctions, Philippe Pétain est nommé chef du gouvernement français.
- 17 juin : les Allemands mettent en place un blocus total du Royaume-Uni.
- 18 juin : le général de Gaulle lance son « appel du 18 Juin », engageant les Français à poursuivre la lutte et fonde un gouvernement français en exil.

« Foudroyés aujourd'hui par la force mécanique, nous pourrons vaincre dans l'avenir par une force mécanique supérieure. Le destin du monde est là. »

— Charles de Gaulle, juin 1940
- 22 juin : signature de l'armistice entre la France et l'Allemagne Nazie, dans le wagon de l'Armistice dans la clairière de Rethondes. Churchill le dénonce aussitôt.
- 23 juin : le roi de Roumanie Carol II constitue un cabinet pro-allemand dont le nouveau chef de la Garde de fer, Horia Sima, est membre.
- 25 juin : le président de la Confédération suisse, Marcel Pilet-Golaz, prononce un discours radiophonique. Controversé, on l'a ensuite accusé de sympathie envers l'Allemagne.
- 27 juin :
  - Le général de Gaulle prend le titre de « chef des Français libres ».
  - L’Union soviétique, en accord avec l’Allemagne, occupe la Bessarabie et le nord de la Bucovine, parties de la Roumanie et de l'Ukraine.
- Du 30 juin au 3 août, les effectifs de la RAF passent de 587 à 708 chasseurs.

## Juin 1940 au Proche-Orient
- Syrie : le Syrien nationaliste Abd al-Rahman Shahbandar est assassiné. L’enquête fait porter les soupçons sur Jamil Mardam Bey. Devant les risques de répression, les principaux membres du Bloc national se réfugient en Irak. Seul Quwwatli reste en Syrie et entre en contact avec les représentants de l’Axe. Quand la France s’effondre en juin, le haut-commissaire français en Syrie Gabriel Puaux envisage de poursuivre la lutte. Les Britanniques imposent néanmoins un blocus sur la Syrie et le Liban et encouragent les premiers Français libres. Les envoyés de Vichy imposent une épuration des cadres soupçonnés de gaullisme. Puaux est rappelé en novembre et remplacé par le général Henri Dentz.

## Naissances
- 1er juin :
  - René Auberjonois, acteur.
  - Bernard Housset, évêque catholique français, évêque de La Rochelle.
  - Team Hoyt, triathlète américain († 17 mars 2021).
- 2 juin : Constantin II, dernier roi des Hellènes (1964-1973), prétendant au trône de Grèce († 10 janvier 2023).
- 7 juin : 
  - Tom Jones, chanteur britannique.
  - Samuel Little, tueur en série américain († 30 décembre 2020).
- 8 juin : Nancy Sinatra, chanteuse américaine.
- 14 juin : Mark Assad, homme politique québécois.
- 16 juin : Taylor Wang, astronaute américain.
- 19 juin : Nadine Bari, écrivaine, juriste et actrice guinéenne et française († 10 décembre 2023).
- 21 juin : Notker Wolf, religieux et musicien allemand († 3 avril 2024).
- 23 juin : Stuart Sutcliffe, peintre et musicien britannique († 10 avril 1962).
- 24 juin : Maurizio Mosca, journaliste et présentateur de télévision italien († 3 avril 2010).
- 27 juin : Gianluigi Aponte, entrepreneur italien et propriétaire de la société Mediterranean Shipping Company.
- 29 juin : François Joxe, acteur, metteur en scène, auteur de théâtre et artiste peintre († 21 août 2020).

## Décès
- 7 juin : Charles N'Tchoréré, militaire français d'origine gabonaise, exécuté par l'ennemi (né le 15 novembre 1896).
- 10 juin : Marcus Garvey, dit « le Moïse noir » fondateur du journal The Negro World ainsi que de la Black Star Line (né le 17 août 1887).
- 14 juin : Pierre Aguétant, poète et écrivain de langue française (né le 27 avril 1890).
- 17 juin : Jean Venturini, poète et marin français, mort pour la France à bord du sous-marin Morse (né le 17 septembre 1919).
- 21 juin : 
  - Mieczysław Niedziałkowski, homme politique et auteur polonais (né le 19 septembre 1893).
  - Édouard Vuillard, peintre français.
- 28 juin : Italo Balbo (44 ans), maréchal italien.
- 29 juin : Paul Klee, peintre allemand (né le 18 décembre 1879).
- Ainsi que des milliers de soldats partout en Europe.